# Xylosma glaberrimum
Xylosma glaberrimum é uma espécie de planta da família Salicaceae. É endêmica do Brasil.

Sucará é o nome popular desta espécie da Mata Atlântica brasileira. O fruto é uma pequenina baga globosa , suculenta, com cerca de 1 cm de diâmetro, de cor vermelho-brilhante quando maduro. As demais espécies do gênero Xylosma são endêmicas da Nova Caledônia, Fiji, Havai, Filipinas, Caribe, Porto Rico, Colômbia etc.

## Conexões externas
- Torres, R.B. 1998.  Xylosma glaberrimum.   2006 IUCN Red List of Threatened Species.   Downloaded on 24 August 2007.